# Borre Sømose
Das Borre Sømose (deutsch Borre Seemoor) liegt nördlich von Borre auf der dänischen Insel Møn in der Vordingborg Kommune und ist ein ehemaliger Fjord, der heute ein Moor ist. Ein Teil des Moores liegt unter der Meereshöhe und wird durch ein Kanalsystem und eine Pumpstation entwässert.
Das etwa gleichnamige Borremose ist ein Hochmoor im westlichen Himmerland, im Norden Jütlands in dem zwei Moorleichen gefunden wurden: Mann und Frau von Borremose.
In der Jungsteinzeit war der Wasserstand der Ostsee höher, so dass auch bei Borre tiefe Fjorde ins Land eindrangen, wo der im 16. Jahrhundert verlandete Fjord in der Landschaft deutlich erkennbar ist. Am Fjord gibt es Siedlungsreste der Kongemose- und Ertebøllekultur. Sie liegen am ehemaligen Rand und auf kleinen Inseln des Fjordes.
Das Sydsjællands Museum hat in den 1990er Jahren mehreren Siedlungen namens Ålebæk (Borre) I-III ausgegraben. Sie stammten aus der späten Kongemose- und der frühen Ertebøllekultur. Sie haben gezeigt, dass es im ehemaligen Fjord einige gut erhaltene Kulturschichten gibt. 